# 大叶苎麻
大叶苎麻（学名：Boehmeria longispica），又名長穗苧麻，是荨麻科苎麻属的植物。分布于日本、台湾岛以及中国大陆的安徽、四川、贵州、湖北、广东、广西、福建、山东、江西、湖南、河南、江苏、陕西、浙江等地，生长于海拔300米至1,300米的地区，多生在低山山地灌丛中、丘陵、疏林中、田边和溪边，目前尚未由人工引种栽培。

## 别名
野线麻（安徽） 山麻（山东） 大蛮婆草、火麻风（四川蓬溪）

## 异名
- Boehmeria japonica Miq.
- Boehmeria taiwaniana Nakai et Satake
- Boehmeria pilushanensis Liu & Lu, 1978